# Qdisc
Il Qdisc era un marchio di proprietà della RCA Italiana con il quale vennero distribuiti mini-LP da 30 cm a 33 giri nella prima metà degli anni ottanta.

## Storia
La RCA Italiana lanciò il Qdisc nell'ottobre 1980, per il solo mercato italiano, terminandone la produzione dopo appena quattro anni. Tra le motivazioni dell'innovazione c'era anche il tentativo di superare un periodo di crisi che il mercato discografico stava attraversando in quegli anni. La caratteristica di questo formato era il contenuto, che prevedeva quattro brani (due per facciata) per una durata di circa la metà di un album tradizionale. Altra particolarità era il logo "Qdisc" apposto sulle copertine dei vari dischi pubblicati sia direttamente dalla RCA Italiana sia dalle altre case discografiche da essa distribuite, come la It, la Numero Uno e la Zerolandia.
Durante questo periodo anche altre case discografiche italiane (come ad esempio Ricordi, Durium e Ariston) seguirono l'esempio della RCA, pubblicando in serie economiche appositi mini-LP a 33 giri contenente quattro o cinque brani, riguardo ai quali il termine Qdisc è per analogia assai diffuso, ad esempio su Internet, dove peraltro l'accezione si trova estesa anche ai "mix" a 45 giri da 12" e persino a CD contenenti quattro tracce.
Stando allo slogan con cui il formato fu lanciato, la lettera "Q" stava per «Quattro» (il numero standard dei brani in esso presenti), «Quattromilacinquecento» (il prezzo in lire del supporto) e «Qualità» la durata più breve dell'incisione consentiva infatti una maggiore distanza fra i solchi, con conseguente miglioramento della qualità sonora. Ciò, unito ad un prezzo di copertina dimezzato rispetto al tradizionale LP, rendeva il Qdisc – nelle intenzioni della casa produttrice – un prodotto commercialmente conveniente per il pubblico, specie quello più giovane: una sorta di via di mezzo fra il "singolo" a 45 giri e l'album vero e proprio e, rispetto a quest'ultimo, ovviamente con costi di produzione proporzionalmente ridotti.
Proprio grazie ai costi contenuti, la RCA lo utilizzò spesso per promuovere artisti nuovi o emergenti prima che questi avessero pronto un album d'esordio completo (ad esempio: Nino Buonocore e Gatto Panceri) ma su Qdisc incisero anche artisti italiani già affermati come Anna Oxa (Controllo totale, 1980), Lucio Dalla (Q Disc, 1981), Bruno Lauzi (Amici miei, 1981), Francesco De Gregori (La donna cannone, 1983), Renato Zero (Calore, 1983), Stadio (Chiedi chi erano i Beatles, 1984) e Amedeo Minghi (Quando l'estate verrà, 1984).
Tra le rimanenti produzioni figurano titoli di esponenti del progressive e dell'underground italiani – come Gaio Chiocchio dei Pierrot Lunaire, Massimo Morante dei Goblin o la reunion del Perigeo – colonne sonore di film italiani e compilation di brani editi eseguiti in trasmissioni televisive come Al Paradise, Università della canzonetta, Buon compleanno TV.
I pochi casi in cui il Qdisc fu utilizzato da RCA per artisti o gruppi stranieri (ad esempio: Pretenders, Madness e Bow Wow Wow) riguardano per lo più pubblicazioni promozionali rivolte al solo mercato italiano, contenenti una selezione di quattro brani tratti dal corrente album ufficiale; unica eccezione è l'EP Baal di David Bowie, pubblicato come Qdisc nella sua interezza.
Sulla scia del Qdisc, la RCA ideò una formula di spettacolo dal vivo, denominata Qconcert, in cui tre artisti italiani della scuderia andavano in tournée assieme, condividendo i musicisti di supporto: il primo Q Concert riunì Ivan Graziani, Ron e Goran Kuzminac (1980), il secondo Riccardo Cocciante, Rino Gaetano e il gruppo New Perigeo (1981) e un terzo nuovamente Kuzminac con Mario Castelnuovo e Marco Ferradini (1982); queste tournée collettive furono tutte abbinate alla pubblicazione di un Qdisc contenente un brano di ciascuno dei tre artisti, più un inedito cantato da tutti e tre assieme.
Nel maggio del 2004 la Sony BMG italiana (poi divenuta Sony Music Entertainment Italia), proprietaria del catalogo RCA, ristampò su compact disc circa una ventina di titoli dell'epoca, anch'essi a prezzo ridotto, con riproduzione fedele delle confezioni originali.